# Locomotora de Vapor 020-04
La Locomotora de vapor 020-04 també coneguda com a Andaluces és una locomotora fabricada a Bèlgica el 1886 que es troba conservada actualment al Museu del Ferrocarril de Catalunya, amb el número de registre 00039 d'ençà que va ingressar el 1990, com una donació de la companyia Industrias CELO,.
El seu estat de conservació és bo. 	

## Història
Aquesta locomotora va ser fabricada a Bèlgica l'any 1886. Amb una potència de 630 CV. pertanyia a un tipus de petites locomotores construïdes per a usos limitats, generalment sobre línies de reduïdes dimensions; àrees urbanes o maniobres en estacions, dipòsits i factories. Per fer aquesta tasca es necessitaven locomotores senzilles, de fàcil manteniment i limitada potència cosa que ha fet la nostra locomotora durant gairebé vuitanta anys.
La història de la locomotora comença quan va ser adquirida per la companyia Ferrocarril Urbano de Jerez de la Frontera, que més tar es va integrar a la companyia dels Ferrocarrils Andalusos sent d'aquí d'on li prové el sobrenom de Andaluces 04. Després de tota una llarga vida ferroviària en aquesta companyia, el 1942 es va vendre a la Compañía Española de Fabricación Mecánica del Vidrio (CELO), a Sant Adrià del Besòs, per moure vagons entre la factoria i l'estació de Renfe, cosa que va fer ininterrompudament fins al 1963. Des d'aquesta data va cessar la seva activitat fins que va arribar al Museu.